# Nar-Dos
Nar-Dos, en arménien : Նար-Դոս, de son vrai nom Michael Hovhannisyan, en arménien : Միքայել Հովհաննիսյան, né le 1er mars 1867 à Tbilissi et mort le 13 juillet 1933 dans cette même ville, est un écrivain arménien.

## Biographie
Nar-Dos naît dans une famille de marchands de laine à Tbilissi en 1867. Il entre par la suite dans un séminaire à Koutaïssi. Puis il devient serrurier et rencontre le poète Alexander Tsaturyan (en).
Il devient journaliste et devient notamment l'un des responsables du journal Nor dar (Nouveau Siècle, en arménien : Նոր դար). Puis il travaille pour le compte de la revue Aghbyur-Taraz (Source de la mode, en arménien : Աղբյուր-Տարազ) à partir de 1903. Puis il travaille pour le journal Surhandak (Courrier, en arménien : Սուրհանդակ) à partir de 1913.
Il commence à écrire des poèmes dès les années 1880, dont certains ont été publiés dans Araks (en arménien : Արաքս) à Saint-Pétersbourg. Il est également l'auteur d'histoires, d'articles satiriques et de pièces de théâtre. Sous l'influence de Gabriel Sundukian, il crée les pièces de théâtre suivante :
- La plainte de Mayin (Մայինի գանգատը) ;
- Miel et mouches (Մեղր եւ ճանճեր) en 1886[1] ;
- Frère (Եղբայր) en 1887[2].

Ces récits sont en général des chroniques sociales dont l'action se situe en ville : Notre District (Մեր թաղը) par exemple.
Après 1890, ses thèmes de prédilection s'oriente vers l'analyse psychologique. Ses œuvres célèbres dans cette thématique sont :
- La Colombe tuée (Սպանված աղավնին) (1898) ;
- Lutte (1911) ;
- La Mort (Մահը) (réédité en 1912).

Il meurt en 1933. Il est inhumé au cimetière arménien de Tbilissi.